# Daniel Mares
Daniel Mares Martín (Madrid, 1966 - ) Escritor y músico español. Licenciado en Astrofísica. Como escritor dedicó la mayor parte de su obra a la Ciencia ficción, publicando su primera novela a mediados de la década de 1990. En su faceta de músico se ha dedicado principalmente al rock progresivo, colaborando con varios grupos semiprofesionales para luego fundar, junto a su hermano Juan, los grupos Llewellyn (en 1984) y, tras la disolución de este, Mascarada (1988)

## Obra literaria

### Novelas
- 1994 6[1] (novela corta, reeditada en 2003 y 2015) ISBN 978-84-95741-28-8
- 1995 Pastores de estrellas (novela corta)
- 1998 La máquina de Pymblikot (novela corta, antología Premio UPC 1997, reeditada de forma independiente en 2004) ISBN 978-84-95741-71-4
- 2000 IA (novela corta, antología Premio UPC 1999)
- 2002 Vigésima Tierra (novela corta, antología Una luz en la noche)
- 2002 Una luz en la noche[2] (novela corta, antología Una luz en la noche)
- 2004 Carne (novela corta, antología Premio UPC 2003)
- 2007 Madrid[3] ISBN 978-84-96662-27-8
- 2011 Los Horrores del Escalpelo ISBN 978-84-15156-12-3, una de las primeras obras del steampunk en idioma español.[4]

- 2014 Babel

### Antologías
- 2002 Una luz en la noche ISBN 978-84-96013-03-2
- 2004 En mares extraños[5] ISBN 978-84-96013-12-4

### Relatos
- 1995 Tal vez soñar... (antología Pastores de estrellas) (antología En mares extraños)
- 1995 Enseñando a un marciano (Núcleo Ubik 2 y 3)
- 1996 Adán (Publicado en la primera edición de 6)
- 1997 Los herederos[6] (Artifex N.º 1)
- 1997 Un conflicto editorial (Ad astra N.º 7)
- 1998 Mutis (Ad astra N.º 14) (antología En mares extraños)
- 1999 Gómez Meseguer y el ogro Santaolaya (Artifex N.º 2, reeditado en la antología Cuentos fantásticos de la España profunda) (antología En mares extraños)
- 1999 Luz para polillas (Solaris N.º 1)
- 1999 Pubiscidad (antología Impactos en el tercer milenio) (antología En mares extraños)
- 1999 Un candado para la caja de Pandora (De profundis 2000)(Ad astra N.º 16)(antología En mares extraños)
- 2000 El último viaje del holandés errante (Visiones 2000) (antología En mares extraños)
- 2000 Campos de otoño (Framauro N.º 1) (antología En mares extraños)
- 2000 Baile de máscaras (Artifex N.º 3)
- 2002 Día de gloria (Artifex N.º 7) (Antología En mares extraños)
- 2004 Diez mil caras (Publicado en tres partes en los números 6 al 8 la revista Galaxia)
- 2004 Cuestión de dignidad (antología En mares extraños)
- 2004 Alicia en el agujero[7] (antología En mares extraños)
- 2009 El duelo cruel por los muertos ajenos[8] (Edición web)
- 2011 Idioglosia (antología Los Premios Ignotus 1991 - 2008)
- 2012 El gran impostor (antología Antología Z, Volumen V)

### Premios
- 1997: Mención especial Premio UPC (ex aequo) por La máquina de Plymblikot
- 1998: Pablo Rido por Gómez Meseguer y el ogro Santaolaya
- 1999: Mención especial Premio UPC por IA
- 1999: Premio Ignotus a la mejor novela corta por La máquina de Plymblikot
- 2003: Melocotón de Plata a la mejor novela por Vigésima Tierra
- 2003: Melocotón de Plata al mejor Autor

## Obra musical
Comenzó a principios de los años 80 formó parte de varios grupos semiprofesionales, sobre todo como guitarrista, pero tras la formación de Llewellyn pasó a centrarse en el bajo

### Maquetas
- 1988 El Actor en Irlanda
- 1989 Restos del Amanecer
- 1992 The Tower (and other strange places)
- 1997 Urban Names

### Discos
- 1998 Urban Names[9] (Editado por el sello progresivo italiano Mellow Records)